# In Their Darkened Shrines
In Their Darkened Shrines är tredje studioalbumet av technical death metal bandet Nile. Albumet släpptes 2002 genom Relapse Records.

## Låtförteckning
1. "The Blessed Dead" – 4:53
2. "Execration Text" – 2:46
3. "Sarcophagus" – 5:09
4. "Kheftiu Asar Butchiu" – 3:52
5. "Unas Slayer of the Gods" – 11:43
6. "Churning the Maelstrom" – 3:07
7. "I Whisper in the Ear of the Dead" – 5:10
8. "Wind of Horus" – 3:47
9. "In Their Darkened Shrines I: Hall of Saurian Entombment" – 5:09
10. "In Their Darkened Shrines II: Invocation to Seditious Heresy" – 3:51
11. "In Their Darkened Shrines III: Destruction of the Temple of the Enemies of Ra" – 3:11
12. "In Their Darkened Shrines IV: Ruins" – 6:01

## Medverkande
Musiker (Nile-medlemmar)
- Karl Sanders – sång, gitarr, bas
- Dallas Toler-Wade – sång, gitarr, bas
- Tony Laureano – sång, trummor, slagverk

Bidragande musiker
- Jon Vesano – sång
- Mike Breazeale – sång

Produktion
- Bob Moore – producent, ljudtekniker, ljudmix
- Scott Hull – mastering
- Orion Landau – omslagskonst